# První vláda Kurta Biedenkopfa
První vláda Kurta Biedenkopfa byla v letech 1990–1994 první zemská vláda znovuobnoveného Svobodného státu Sasko po sjednocení Německa. Poté, co CDU dosáhla v prvních volbách do saského zemského sněmu, konaných dne 14. října 1990, absolutní většiny se ziskem 53,8 % hlasů a obsadila 92 ze 160 křesel zemského sněmu, vytvořil její lídr Kurt Biedenkopf svou první jednobarevnou vládu. Protože saská ústava ještě nevstoupila v platnost, přijal zemský sněm na svém ustavujícím zasedání dne 27. října 1990 nejprve Zákon k zajištění fungování saského zemského sněmu a saské zemské vlády (takzvaný předběžný zákon). Poté zvolil sněm Kurta Biedenkopfa předsedou vlády. Se 120 ze 152 odevzdaných hlasů tak získal podporu napříč různými frakcemi. Na 2. zasedání zemského sněmu dne 8. listopadu 1990 složili přísahu státní ministři jmenovaní předsedou vlády. Dne 26. listopadu 1990 byl podle článku 5, odstavce 1 předběžného zákona jmenován dalším členem vlády státní tajemník Günter Ermisch.
Zasedáním 2. zemského sněmu dne 6. října 1994 skončilo v souladu s již platným článkem 68, odstavce 2 Ústavy Svobodného státu Sasko funkční období první Biedenkopfovy vlády. Ve stejný den byla jmenována nová, v pořadí druhá Biedenkopfova vláda.

## Členové zemské vlády
| Úřad                                                                                   | Foto | Jméno                                          | Strana | Strana             |
| -------------------------------------------------------------------------------------- | ---- | ---------------------------------------------- | ------ | ------------------ |
| Předseda vlády                                                                         |      | Kurt Biedenkopf                                |        | CDU                |
| Místopředseda vlády Ministr vnitra                                                     |      | Rudolf Krause (do 28. září 1991)               |        | CDU                |
| Místopředseda vlády Ministr vnitra                                                     |      | Heinz Eggert (od 30. září 1991)                |        | CDU                |
| Ministr financí                                                                        |      | Georg Milbradt                                 |        | CDU                |
| Ministr spravedlnosti                                                                  |      | Steffen Heitmann                               |        | CDU (od roku 1991) |
| Ministryně/ministr školství                                                            |      | Stefanie Rehmová (do 2. března 1993)           |        | CDU                |
| Ministryně/ministr školství                                                            |      | Friedbert Groß (od 2. března 1993)             |        | CDU                |
| Ministr pro vědu a umění                                                               |      | Hans Joachim Meyer                             |        | CDU                |
| Ministr pro hospodářství a práci                                                       |      | Kajo Schommer                                  |        | CDU                |
| Ministr sociálních věcí, zdravotnictví a pro rodinu                                    |      | Hans Geisler                                   |        | CDU                |
| Ministr zemědělství, výživy a lesů                                                     |      | Rolf Jähnichen                                 |        | CDU                |
| Ministr životního prostředí a rozvoje venkova                                          |      | Karl Weise (do 31. prosince 1991)              |        | CDU                |
| Ministr životního prostředí a rozvoje venkova                                          |      | Arnold Vaatz (od 1. ledna 1992)                |        | CDU                |
| Ministr ve státní kanceláři                                                            |      | Arnold Vaatz (do 31. prosince 1991)            |        | CDU                |
| Ministr pro zvláštní úkoly                                                             |      | Karl Weise (od 1. ledna 1992 do 6. dubna 1993) |        | CDU                |
| Státní tajemník a zmocněnec Svobodného státu Sasko pro spolkové a evropské záležitosti |      | Günter Ermisch (od 26. listopadu 1990)         |        | CDU                |